# Hindoloides trilineata
Hindoloides trilineata är en insektsart som beskrevs av Maa 1947. Hindoloides trilineata ingår i släktet Hindoloides och familjen Machaerotidae. Inga underarter finns listade i Catalogue of Life.